# الاتحاد الأمريكي لفصل الكنيسة عن الدولة
الاتحاد الأمريكي لفصل الكنيسة عن الدولة هي المجموعة تدعو إلى الفصل بين الكنيسة والدولة، وفصل الكنيسة عن الدولة هو قانون موجود في التعديل الأول لدستور الولايات المتحدة، والتي ينص على ان «الكونغرس لا يصدر أي قانون خاص بإقامة دين من الأديان أو يمنع حرية ممارسته».
والاتحاد الأمريكي منظمة غير حزبية. مقرها في واشنطن العاصمة. وتضم أعضاء متدينين وغير متدينين على حد سواء، وأعضاءها من مختلف الأحزاب السياسية. مديرها التنفيذي الحالي، باري دبليو لين، هو راعي كنيسة المسيح المتحدة، وكذلك محام يتعامل مع قضايا الحريات المدنية.